# 대진교육재단
대진교육재단은 대진성주회의 학교재단이다. 

## 학교
- 중원대학교

## 그 외 사업
- 강원종합박물관[1]
- 제인병원

1. ↑  https://www.tournews21.com/news/articleView.html?idxno=1297